# John Ritchie (kongresmen)
John Ritchie (ur. 12 sierpnia 1831 we Frederick, Maryland, zm. 27 października 1887 we Frederick, Maryland) – amerykański polityk, działacz Partii Demokratycznej. W latach 1871–1873 był przedstawicielem czwartego okręgu wyborczego w stanie Maryland w Izbie Reprezentantów Stanów Zjednoczonych.